# Jimmy Lile
James Buel Lile (22 de agosto de 1933-5 de mayo de 1991), más conocido como Jimmy Lile y apodado como «The Arkansas Knifesmith», fue un fabricante de cuchillos estadounidense de Russellville en el condado de Pope, Arkansas, Estados Unidos, que hizo los cuchillos Rambo para las películas First Blood y Rambo: First Blood Part II. Como fabricante de cuchillos, Lile se desempeñó como presidente del gremio de fabricantes de cuchillos y de la junta directiva de la American Bladesmith Society.

## Primeros años
Nativo de Russellville, Lile era hijo de un minero de carbón. Hizo su primer cuchillo a la edad de once años al «moler» un archivo viejo con una hoja. Pasó su vida de joven adulto trabajando como maestro de secundaria, sirviendo en el ejército de los Estados Unidos y como contratista de construcción.

## Cuchillos
En 1971, Lile se convirtió en un fabricante de cuchillos a tiempo completo y era conocido como «Gentleman Lile» o «The Arkansas Knifemaker». Era particularmente conocido por sus diseños de cuchillos de supervivencia conocidos como la serie «The Mission», creada por solicitud de Sylvester Stallone para usar en sus dos primeras películas de Rambo. Estos diseños continuarían influenciando a otros fabricantes de cuchillos en la década de 1980. Además de crear los cuchillos Rambo, Lile diseñó y forjó varios cuchillos Bowie, los que presentó a los expresidentes estadounidenses Ronald Reagan, Richard Nixon, Gerald R. Ford y Bill Clinton. Otros propietarios de su trabajo incluyeron a John Wayne, Peter Fonda, Fess Parker, Bo Derek y Johnny Cash.
Cuando el equipo de producción de la película First Blood se acercó a Lile con las especificaciones para el primer cuchillo Rambo, se le dijo que lo diseñara no como un simple «accesorio» sino como una herramienta básica para realizar una variedad de tareas. Lile adaptó un cuchillo Bowie con punta de clip básico que podría usarse para cortar madera y cortar alimentos mientras conserva un borde. Empleó un diseño de mango hueco impermeable para almacenar fósforos, agujas, hilo y una brújula; el mango hueco permite que el cuchillo se ajuste a una vara para improvisar una lanza. El mango está envuelto con hilo de nylon que puede usarse para pescar o hacer trampas. Las puntas de la guarda se convirtieron en un destornillador estándar y Phillips, y el lomo tiene un diseño aserrado. Lile decidió forjar la hoja con acero de alto carbono 440C, que según él podría cortar el fuselaje de un avión.
Lile fue elegido presidente del Knifemakers Guild en 1978 y fue uno de los primeros miembros de la American Bladesmith Society. Fue elegido miembro de la Junta Directiva del ABS en 1977 y actuó como enlace entre los dos grupos. Su cuchillo plegable «Lile Lock» se exhibe en la Institución Smithsonian en Washington, D. C. En 1984 fue incluido en el Salón de la Fama de la Cuchillería de la revista Blade.